# Akrotiri i Dekélia

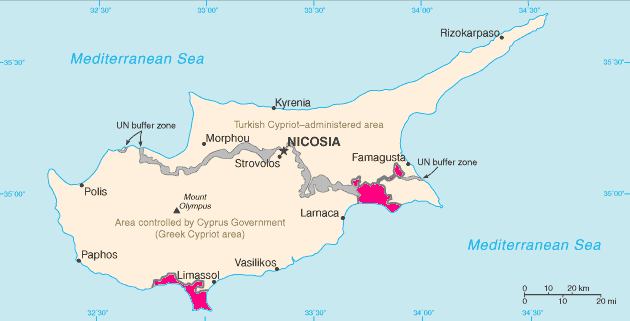
Situació a l'illa de Xipre d'Akrotiri (al sud) i Dekélia (a l'est)

Akrotiri i Dekélia (en anglès: Akrotiri and Dhekelia, en grec: Ακρωτήρι και Δεκέλεια) són dues bases militars sobiranes del Regne Unit a l'illa de Xipre, que antigament era una colònia britànica. Les dues zones a més de les bases militars amb població britànica, té zones residencials poblades majoritàriament per ciutadans de Xipre i terrenys conreats. Les bases estan administrades per un administrador i no pas per un governador com altres territoris britànics d'ultramar.
Akrotiri es troba al sud de l'illa de Xipre prop de la ciutat de Limassol. Se'n diu també "Base Sobirana Occidental" (Western Sovereign Base Area en anglès). Més de 3.500 persones de la Reial Força Aèria Britànica i la Marina Reial britànica hi són destinats; entre la seva feina està la de col·laborar amb els Cascos Blaus de l'ONU en el manteniment del procés de pau en el conflicte entre turco-xipriotes i greco-xipriotes.
Dekélia o Base Sobirana Oriental (Eastern Sovereign Base Area en anglès) es troba al sud-est, prop de Làrnaca, en el límit de l'autoproclamada República Turca del Nord de Xipre i de la ciutat de Famagusta, junt a la zona lliure administrada per les Nacions Unides.

## Geografia
Akrotiri i Dekélia representen el 3% del total del territori de Xipre, uns 254 km² (Akrotiri amb 123 km² i Dekélia amb 131 km²). Hi viuen unes 14.000 persones dels quals uns 7.000 són xipriotes i la resta britànics. La pràctica totalitat dels habitants treballen a les bases militars o en el seu aprovisionament, si bé part de la població xipriota conrea els zones agrícoles dins el territori de les Bases Sobiranes.
- Akrotiri es troba al sud de l'illa, prop de la ciutat de Limassol (o Lemesos). Només té de frontera amb la República de Xipre que ocupa la meitat sud, la més gran, de l'illa. Protegeix el quarter general de les forces britàniques a l'illa i la base aèria RAF Akrotiri. Aquesta darrera hi fa també la funció de punt de suport i d'aprovisionament. S'hi troba un petit llac, l'Akrotiri Salt Lake que proporciona una zona d'hivernada a uns 30.000 flamencs i és una parada important per a les grues i altres camallargs migrants i per a les rapinyaires.
- Dekélia es troba al sud-est, prop de Larnaca. Limita amb la República de Xipre greco-xipriota, amb el territori sota administració de la zona turca de Xipre del Nord i amb la franja de seguretat sota administració de l'ONU. A més, es comunica amb l'enclavament d'Hàgios Nikólaos, dins la zona turca, per un corredor que forma part de la franja de seguretat de les Nacions Unides. Dekélia té dins el seu territori quatre enclavaments sota sobirania xipriota formats pels pobles de Xilotimvu i d'Ormídia i per la central elèctrica de Dekélia sota sobirania xipriota però enclavada entre la base i el mar, i partida en dos per una carretera britànica.

## Història
Aquestes bases sobiranes es van establir pel Tractat de garantia de 1960 en arribar Xipre a la independència. Per al Regne Unit la zona tenia importància estratègica per la seva proximitat al Canal de Suez i l'Orient Mitjà. Quan el 1974 Turquia envaí el nord de Xipre i es va formar la República del Nord de Xipre, els britànics van permetre el pas dels refugiats greco-xipriotes que fugien de la nova república per la base de Dekélia i els oferiren ajut humanitari. L'avançament turc es va aturar en els límit de les base sobirana de Dekélia, per evitar entrar en guerra amb el Regne Unit.
El Regne Unit no té previst cedir les bases a Xipre. Ambdós països van acordar el pagament d'una indemnització per l'ocupació de les dues bases militars. El Regne Unit les va pagar només els primers 4 anys, fins a l'ocupació turca del nord, considerant que el lloguer no seria equitatiu si es pagava només a la República de Xipre sense que en rebés una part la zona ocupada (a la qual tanmateix no pot pagar, ja que no la reconeix com un Estat), i pel fet que el Regne Unit participa ja d'una manera important en la protecció de la República de Xipre amb la vigilància de la zona de seguretat entre les dues parts del territori. Segons la República de Xipre, els pagaments endarrerits pujarien a uns quants milions d'euros.

## Estatut
En 2002, el Regne Unit va signar un acord amb la República de Xipre per garantir que no es produeix cap explotació no militar de les dues bases i posar les terres agrícoles sota l'autoritat de la República de Xipre. A més, a les bases sobiranes no s'apliquen les lleis britàniques sinó unes lleis pròpies, el més properes possible a les legislació xipriota en tot el que no afecta la sobirania del Regne Unit. Aquestes lleis s'apliquen també àmpliament al personal militar i residents civils de nacionalitat britànica.
Aquestes zones són a més els únics territoris d'ultramar britànics on el dret a la plena ciutadania britànica no s'aplica automàticament als seus residents. Les poblacions xipriotes que hi viuen o hi treballen conserven la seva ciutadania xipriota, i gaudeixen d'un ampli dret de pas per permetre'ls fer valer els seus drets a qualsevol indret de la República de Xipre (tanmateix el pas a través de les bases militars entre les dues parts de la República de Xipre és controlat de la mateixa manera que a la zona tampó sota administració l'ONU, per evitar les infiltracions i revifalla del conflicte per elements armats d'un bàndol o l'altre).
Per raons jurídiques, aquestes dues zones, encara que sota administració del Regne Unit i malgrat l'adhesió de la República de Xipre a la Unió Europea (llevat de la zona turca del Nord no reconeguda i de la zona de seguretat de l'ONU), Akrotiri i Dekélia no van formar part de la Unió mentre el Regne Unit en formava part, per la falta d'acord entre les dues parts xipriotes, anterior a l'adhesió de Xipre a la UE, respecte a l'atribució d'autoritat dels territoris de les dues bases.